# کاستلتو چروو
کاستلتو چروو (به ایتالیایی: Castelletto Cervo) یک کومونه در ایتالیا است که در استان بیه‌لا واقع شده‌است.

## خصوصیات
کاستلتو چروو ۱۵٫۰ کیلومترمربع مساحت و ۸۶۲ نفر جمعیت دارد.